# Kaj Engström

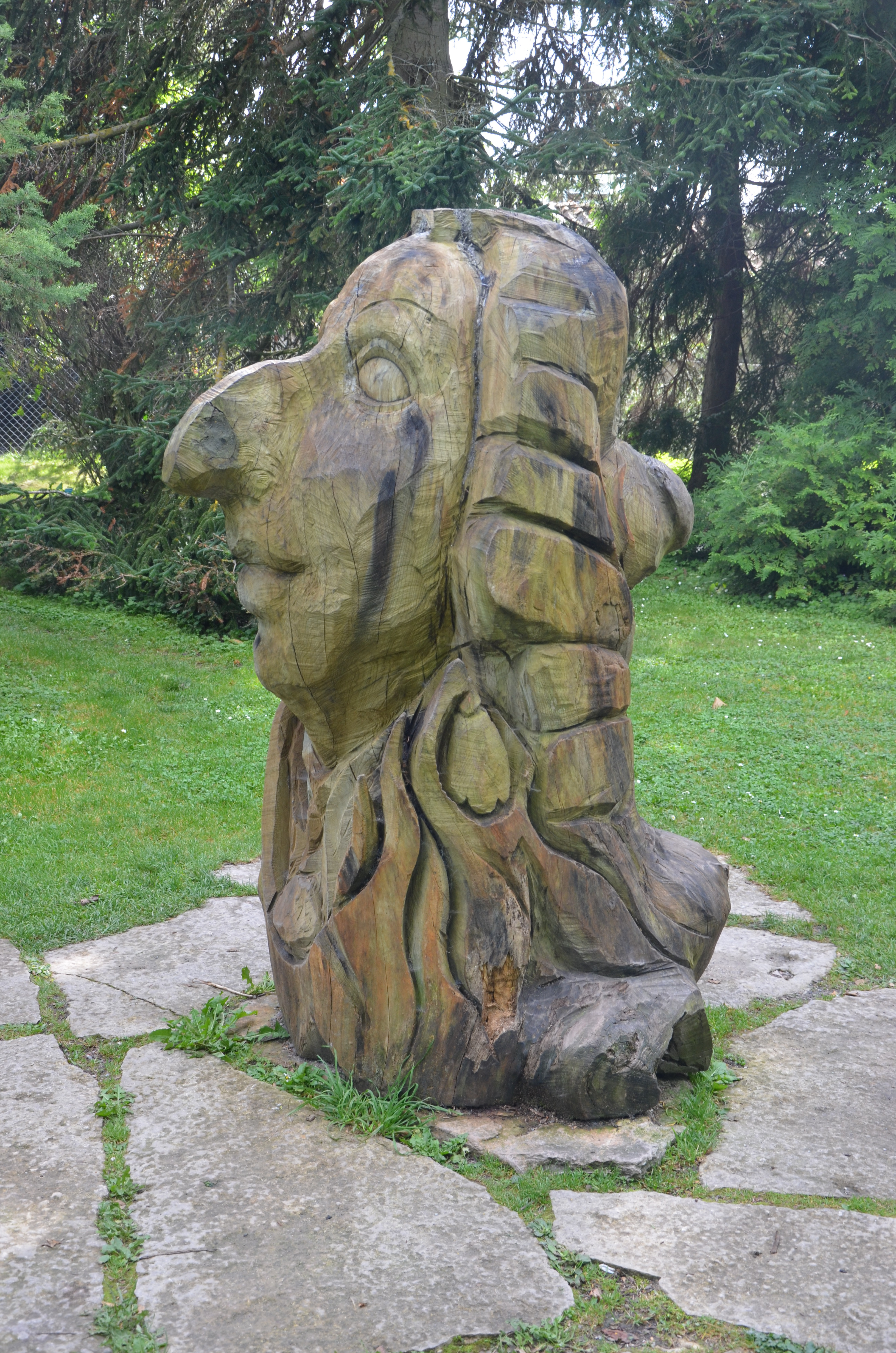
Linneus i Visby

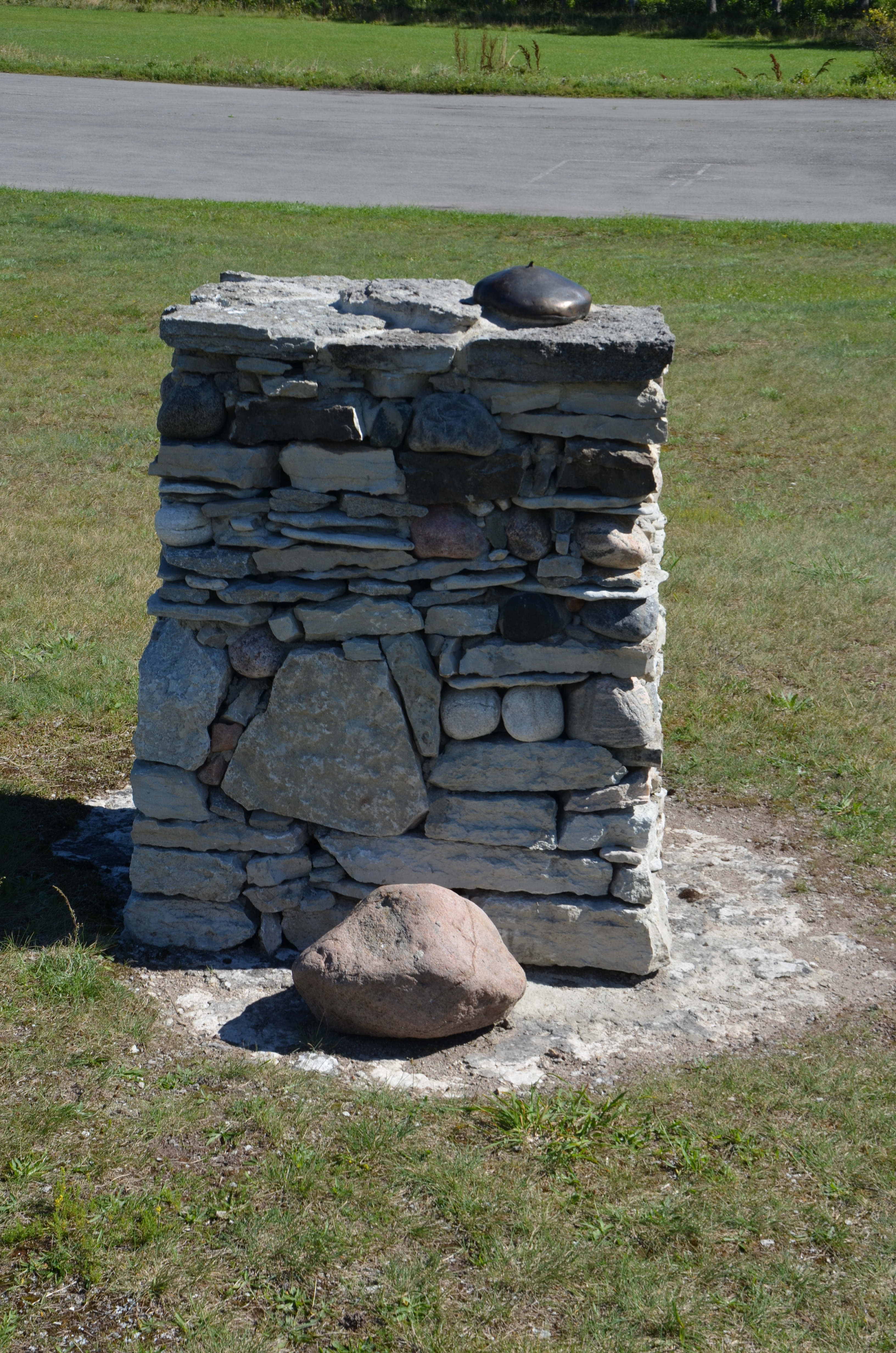
Bergmans närvaro på Fårö

Kaj Lars Engström, född 28 augusti 1948 på Fårö, är en svensk målare och skulptör.
Kaj Engström växte upp på Fårö och gick till sjöss i tonåren. Han utbildade sig på Målarskolan Forum i Malmö 1971-74 och Grafikskolan Forum i Malmö 1977. Han har sedan dess arbetat och bott i Småland.

## Offentliga verk i urval
- Uttern, brons, 2005, utanför entrén till kommunhuset, Västergatan 17B i Växjö
- Linneus, trä, 2007,  De Badande Wännernas trädgård i Visby
- Bergmans närvaro, brons och kalksten, 2013, Bergmancenter på Fårö på Fårö
- Stolen, södra infarten till Älmhult (tillsammans med Arne Persson)